# Alopecosa edax
Alopecosa edax là một loài nhện trong họ Lycosidae.
Loài này thuộc chi Alopecosa. Alopecosa edax được Tord Tamerlan Teodor Thorell miêu tả năm 1875.